# Ханоян, Микаэл Габриелович
Ханоя́н, Микаэ́л Габриэ́лович (арм. Միքայել Խանոյան, 1927—1984) — генеральный директор Ереванского коньячного завода с 1972 до конца своей жизни. До этого руководил Октемберянским (ныне Армавирским) коньячным заводом, который был построен под его руководством.
При Ханояне были созданы коньяки «Ани» (1977), «Васпуракан» (1980), внедрены новые бутылки (0,75 л) и этикетки, построен ныне действующий дегустационный зал.

## История
В 1970-е годы Ереванский, Октемберянский (Армавирский), Бурастанский и Айгестанский коньячные заводы были объединены в Производственное объединение «Арарат», которое также возглавил Ханоян. Целью объединения было замкнуть производственный цикл от выкурки спиртов, их выдержки и купажирования до розлива и повысить ответственность за качество готовой продукции.
В 1975 году Ханоян подписал договор с компанией «PepsiCo» на поставку армянских коньяков в США в обмен на поставку оборудования, сырья и компонентов для производства Пепси-колы на территории СССР. Специально для американского рынка был разработан бренд — «ARARAT шесть звезд». В этот же период армянский коньяк начал экспортироваться в Японию.

## Память
На территории Ереванского коньячного завода поставлен бюст Микаэла Ханояна.